# 波特維爾 (堪薩斯州奧斯伯恩縣)
波特維爾（英語：Potterville）是位於美國堪薩斯州奧斯伯恩縣的一個鬼鎮。

## 歷史
波特維爾的郵政局於1874年設立，直到1903年結束營運。現時波特維爾沒有任何遺址。

## 地理
波特維爾所處的海拔為高於海平面593米（即1946英呎），而該地所採用的時區為UTC-6，即北美中部時區（CST）。同時該地設有夏令時間，為UTC-6調快一小時，即UTC-5（CDT）。